# Ruská menšina na Ukrajině

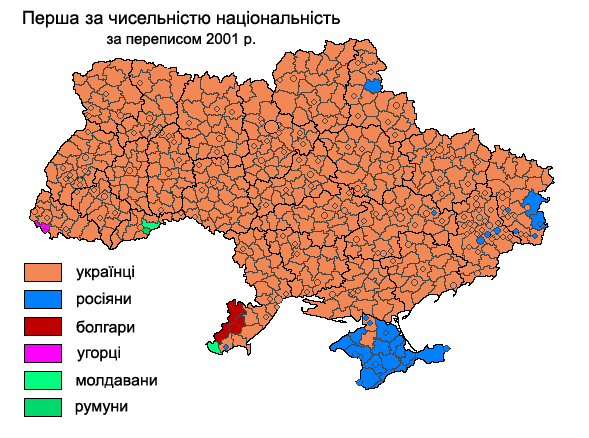
Největší etnický původ ve městech a v oblastech Ukrajiny Podle 2001 sčítání lidu. Rusové jsou v modré barvě

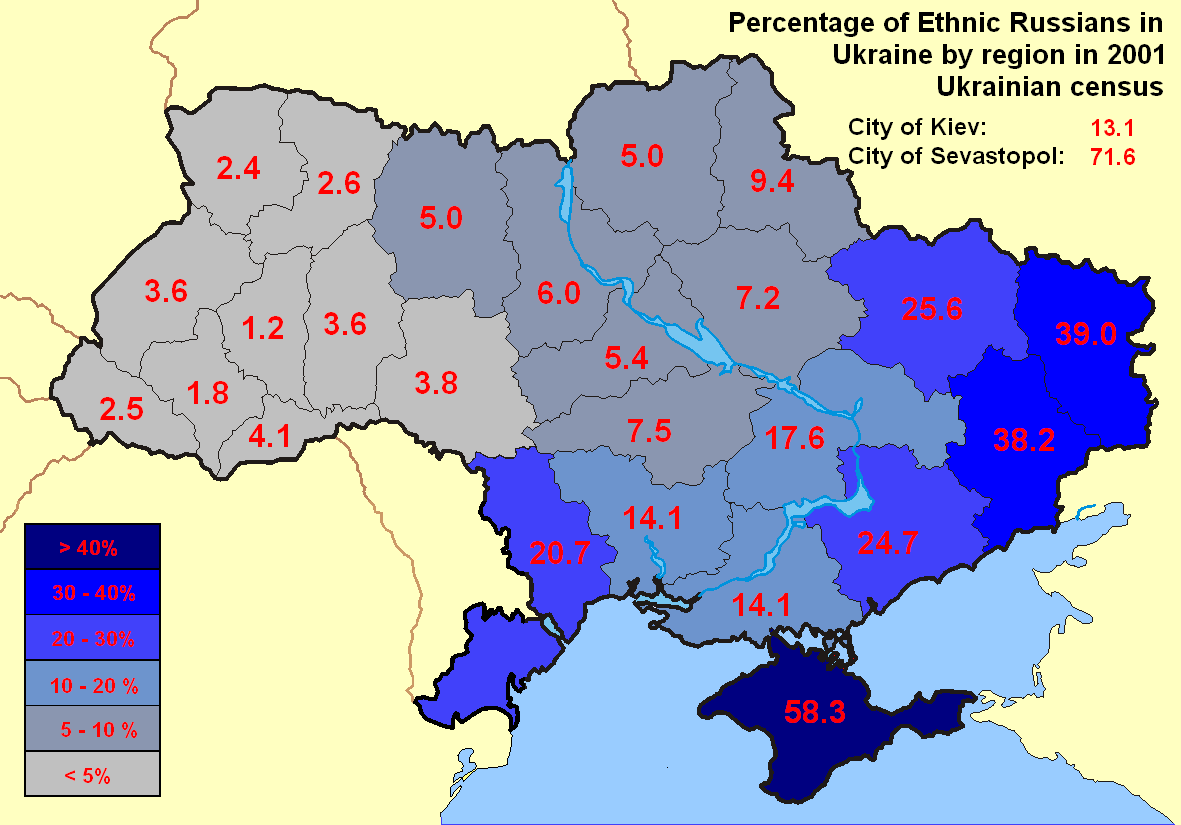
Podíl lidí, kteří se hlásí k ruské národnosti, v jednotlivých regionech (2001).

Ruská menšina na Ukrajině je největší národnostní menšinou v zemi, která tvoří největší skupinu Rusů žijících v zahraničí. K ruské národnosti se během sčítání lidu v roce 2001 přihlásilo 8 334 100 osob (17,3% ukrajinské populace). Toto číslo zahrnuje jak lidi pocházející z ukrajinského zahraničí tak lidi narozené na Ukrajině hlásící se k ruské národnosti.

## Geografická distribuce
Ruská menšina převažuje na jihovýchodě Ukrajiny, kde představuje v některých regionech (Krym) dokonce většinu obyvatel. Podle sčítání lidu v roce 2001 žije na Ukrajině celkem 17,3 % Rusů, většina z nich v regionech na východě a jihu, např. regiony jako Slobodská Ukrajina a Nové Rusko. Například na Krymu žilo 58 % Rusů, v Doněcké oblasti 38,2 %, v Luhanské oblasti 39 %, v Charkovské oblasti 25,6 % a v Oděské oblasti 20,7 %. Podle téhož sčítání však považuje ruštinu za svůj mateřský jazyk ještě více obyvatel, a to 30 % na celé Ukrajině. V jihovýchodních oblastech je to někdy i výrazně více než se ukazuje podle národnostního složení, například na Krymu je to 77 % obyvatel, v Doněcké oblasti 74,9 %, v Luhanské oblasti 68,8 %, v Charkovské oblasti 44,3 % a v Oděské oblasti 41,9 %. Jiné průzkumy tvrdí, že ruština je ještě rozšířenější – například v roce 2004 podle Kyjevského mezinárodního institutu pro sociologii používalo ruštinu doma asi 43 – 46 % obyvatel a v regionech na východě to bylo kolem 80 % (na Krymu a v Doněcké oblasti dokonce více než 90 %). Podle výzkumů v roce 2012 považuje ukrajinštinu za svůj mateřský jazyk 55 % obyvatel Ukrajiny a ruštinu 40 %.